# Kulusuk
Kulusuk (o Kap Dan) è un piccolo villaggio della Groenlandia di 400 abitanti. Si trova su una piccola isoletta nel comune di Sermersooq, a quaranta minuti di camminata dall'aeroporto. 

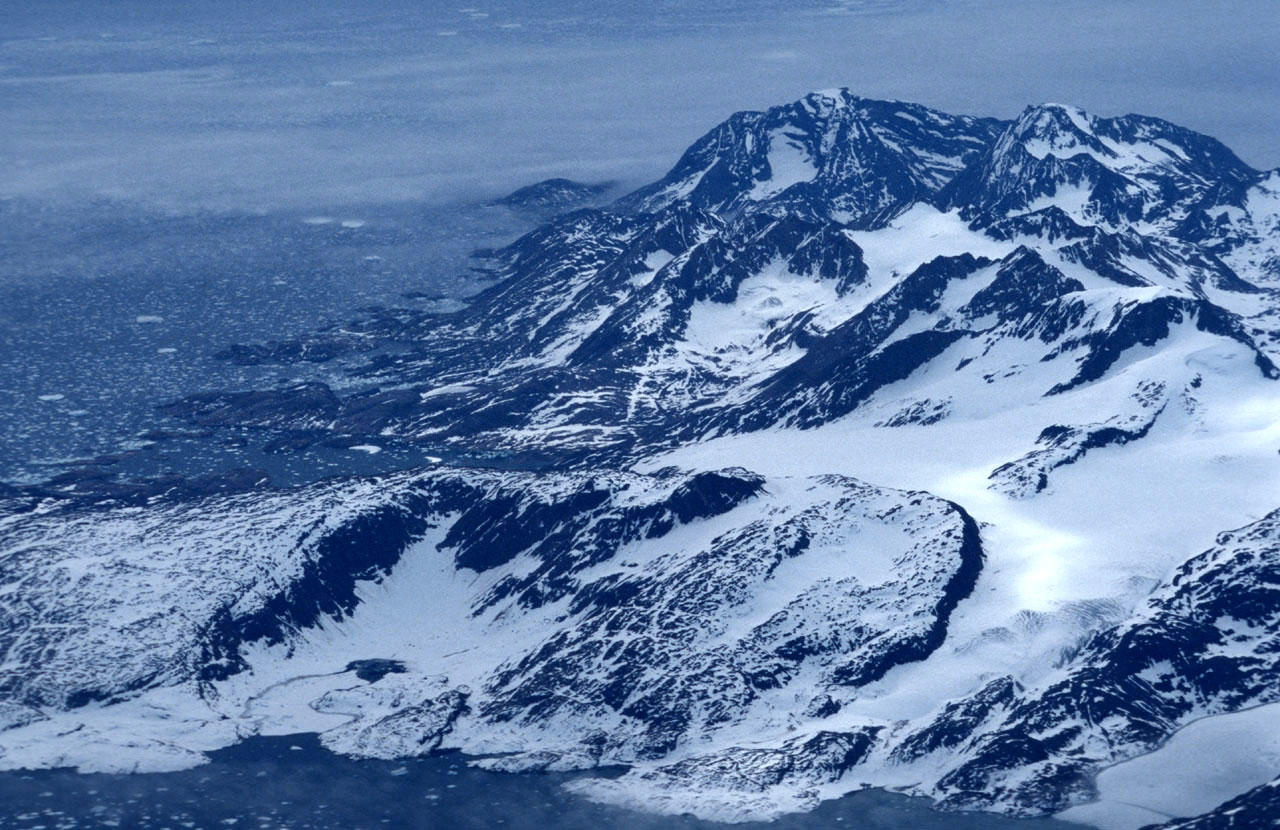
Paesaggio nei pressi di Kulusuk.

L'attività principale è la caccia tradizionale, ma è anche molto praticato il turismo: il paese infatti è il ponte di collegamento tra Reykjavík e Tasiilaq, ma dall'Islanda i turisti fanno anche brevi soggiorni nella stessa Kulusuk. Nei pressi si trovano il muro della caccia su cui fare escursionismo, un lago di montagna e il ghiacciaio di Apusiajik.
Kulusuk è raggiungibile da molti voli da Reykjavík e da elicotteri da Tasiilaq, da cui se si è fortunati può arrivare anche un traghetto settimanale.